# The Battle for Everything
The Battle for Everything è il terzo album del cantante statunitense Five for Fighting, pubblicato nel 2004.

## Tracce
1. "NYC Weather Report"  – 4:53
2. "The Devil in the Wishing Well"  – 3:31
3. "If God Made You"  – 4:17
4. "100 Years"  – 4:05
5. "Angels & Girlfriends"  – 3:29
6. "Dying"  – 3:18
7. "Infidel"  – 3:33
8. "Disneyland"  – 3:53
9. "Maybe I"  – 4:30
10. "The Taste"  – 3:10
11. "One More for Love"  – 4:13
12. "Nobody"  – 5:10

### Bonus Disc
1. "Silent Night"  – 3:42
2. "Superman (It's Not Easy) (Acoustic)"  – 3:43
3. "Something About You"  – 4:01
4. "Sister Sunshine"  – 2:58
5. "2 + 2 Makes Five"  – 2:41